# 20 août 1949
Le samedi 20 août 1949 est le 232e jour de l'année 1949.

## Naissances
- Patrick Kilpatrick, acteur américain
- Yechiel Hameiri, footballeur international israélien
- Stewart Houston, footballeur écossais
- Phil Lynott (mort le 4 janvier 1986), musicien irlandais, chanteur et bassiste
- Nikolaï Ivanov (aviron) (mort le 8 juin 2012), rameur russe
- Nadine Najman, femme de lettres contemporaine, française

## Décès
- Louis Nelson Deslile (né le 28 janvier 1885), clarinettiste de jazz
- St John Horsfall (né le 31 juillet 1910), pilote automobile anglais
- James Caulfeild (8e vicomte Charlemont) (né le 12 mai 1880), homme politique irlandais
- Frederick William Green (né le 21 mars 1869), égyptologue anglais

## Autres événements
- Grand Prix moto d'Ulster 1949
- Diffusion du téléfilm britannique Ten Little Niggers
- Constitution de la République populaire de Hongrie
- BRDC International Trophy